# The Winning Hand (album)
The Winning Hand è un doppio album a nome di Kris Kristofferson, Willie Nelson, Dolly Parton e Brenda Lee, pubblicato dalla Monument Records nel novembre o dicembre del 1982.
Si tratta di brani in parte registrati (come nel caso di quelli di Kristofferson) poco tempo prima della pubblicazione del disco ed in parte di registrazioni più vecchie (nel caso di Dolly Parton anni 1964, '65, '66 e 1967) con sovraincisioni successive delle parti vocali. Escludendo i quattro artisti principali, gli altri musicisti partecipanti alle sessioni sono sconosciuti.

## Tracce
Lato A
1. Your Gonna Love Yourself in the Morning – 2:54 (Donnie Fritts)
2. Ping Pong – 2:18 (Boudleaux Bryant)
3. You'll Always Have Someone – 2:56 (Willie Nelson, Hank Cochran)
4. Here Comes That Rainbow Again – 2:51 (Kris Kristofferson)
5. The Bigger, the Fool, the Harder the Fall – 3:40 (Kris Kristofferson, Mike Utley, Stephen Bruton)

Durata totale: 14:39
Lato B
1. Help Me Make It Through the Night – 3:46 (Kris Kristofferson)
2. Happy Happy Birthday Baby – 2:28 (Margo Sylvia, Gilbert Lopez)
3. You Left Me a Long, Long Time Ago – 2:46 (Willie Nelson)
4. To Make a Long Story Short, She's Gone – 3:04 (Willie Nelson, Fred Foster)
5. Someone Loves You Honey – 2:51 (Don Devaney)

Durata totale: 14:55
Lato C
1. Everything's Beautiful (In It's Own Way) – 3:13 (Dolly Parton)
2. Bring on the Sunshine – 2:58 (Danny Epps)
3. Put It Off Until Tomorrow – 2:24 (Dolly Parton, Bill Owens)
4. I Never Cared for You – 2:21 (Willie Nelson)
5. Casey's Last Ride – 4:06 (Kris Kristofferson)

Durata totale: 15:02
Lato D
1. King of a Lonely Castle – 3:17 (Kenny Devine)
2. The Little Things – 2:32 (Dolly Parton, Bill Owens)
3. The Bandits of Beverly Hills – 2:33 (Kris Kristofferson)
4. What Do You Think About Lovin' – 2:38 (Dolly Parton, Bill Owens)
5. Born to Love Me – 4:19 (Bob Morrison)

Durata totale: 15:19

## Musicisti
- Kris Kristofferson - voce (A2, A4, A5, B1, B4, C3, C5, D3 e D5)
- Willie Nelson - voce (A1, A3, B2, B3, B4, C1, C4, C5 e D1)
- Dolly Parton - voce (A2, B2, C1, C3, D2 e D4)
- Brenda Lee - voce (A1, A5, B1, B3, B5, C2, D4 e D5)